# Estação Summerhill
Summerhill é uma estação do metrô de Toronto, localizada na secção Yonge da linha Yonge-University-Spadina. Localiza-se no cruzamento da Yonge Street com a Summerhill Avenue. Summerhill não possui um terminal de ônibus, e passageiros da 97 Yonge, a única linha de ônibus do Toronto Transit Commission que serve a estação, precisam de um transfer para poderem realizar uma conexão entre a linha de superfície e o metrô e vice-versa). O nome da estação provém da Summerhill Avenue, a rua onde a entrada da estação está localizada.